# Toivo Lauren
Toivo Lauren (ur. 1919 r. w Finlandii) – szwedzki skoczek narciarski reprezentujący kluby IF Kubikenborgs i Djurgårdens IF.

## Kariera
Toivo Lauren przyjął szwedzkie obywatelstwo w 1952 roku i od tego czasu reprezentował kraj na arenie międzynarodowej w konkursach skoków narciarskich.
Był kilkukrotnym uczestnikiem Turnieju Czterech Skoczni – najlepsze miejsce w klasyfikacji generalnej imprezy zajął w czasie jej pierwszej edycji - w roku 1953, był wówczas piąty. Startował także w pojedynczych edycjach Tygodnia Lotów Narciarskich, Festiwalu Narciarskiego w Holmenkollen oraz Szwedzkich Igrzysk Narciarskich.
Zginął w wypadku budowlanym w Hiszpanii.

## Osiągnięcia

### Turniej Czterech Skoczni
| Edycja | Rok       | Oberstdorf | Garmisch-Partenkirchen | Innsbruck | Bischofshofen | Miejsce w kl. generalnej |
| ------ | --------- | ---------- | ---------------------- | --------- | ------------- | ------------------------ |
| 1.     | 1953      | 8          | 5                      | 9         | 8             | 5                        |
| 2.     | 1953/1954 | 11         | 7                      | 16        | 8             | 7                        |
| 3.     | 1954/1955 | 13         | 25                     | 10        | 7             | 13                       |
| 5.     | 1956/1957 | 10         | 32                     | 13        | 18            | 13                       |